# Jeannette Rankinová
Jeannette Rankinová (Jeannette Pickering Rankin; 11. června 1880, Missoula, Montana, USA – 18. května 1973, Carmel-by-the-Sea, Kalifornie) byla americká politička a obhájkyně práv žen, první žena, která ve Spojených státech zastávala federální úřad. Byla zvolena do Sněmovny reprezentantů USA jako republikánka z Montany v roce 1916 a znovu v roce 1940.
Každý z mandátů Rankinové v Kongresu se shodoval se zahájením americké vojenské intervence v jedné ze dvou světových válek. Celoživotní pacifistka Rankinová byla jedním z 50 členů sněmovny, kteří se postavili proti vyhlášení války Německu v roce 1917. V roce 1941 byla jediná z členů Kongresu, která hlasovala proti vyhlášení války Japonsku po útoku na Pearl Harbor.
Jako sufražetka Rankinová během tzv. progresivní éry organizovala a lobovala za legislativu, která pak umožnila volit ženám v Montaně, New Yorku a Severní Dakotě. Jako členka Kongresu prosazovala legislativu, která se nakonec stala 19. dodatkem Ústavy USA a udělila neomezené volební právo ženám na celostátní úrovni. Během politické kariéry, která trvala více než šest desetiletí, se Rankinová zasazovala o celou řadu různých práv žen a občanských práv. Doposud zůstává jedinou ženou, která byla zvolena do Kongresu v Montaně.